# La Mort du loup
La Mort du loup est un apologue en alexandrins d'Alfred de Vigny, publié en 1843 dans la Revue des Deux Mondes. 
La dernière version remaniée par l'auteur (mort en 1863) a été publiée en 1864 aux éditions Michel Levy frères dans un recueil intitulé Les Destinées. 

## Thématique
Le poète présente un texte pathétique montrant la mort héroïque d'un loup qui se sacrifie.

## Lecture
- Wikisource propose la la version publiée en 1843 et la version publiée en 1864.
- Texte sur poetica.fr